# Fachinal Airport
Fachinal Airport är en flygplats i Chile.   Den ligger i provinsen Provincia General Carrera och regionen Región de Aisén, i den södra delen av landet, 1 500 km söder om huvudstaden Santiago de Chile. Fachinal Airport ligger 210 meter över havet. Den ligger vid sjön Lago Buenos Aires.
Terrängen runt Fachinal Airport är varierad. Trakten runt Fachinal Airport är nära nog obefolkad, med mindre än två invånare per kvadratkilometer..